# Urtzu e Sos Colonganos

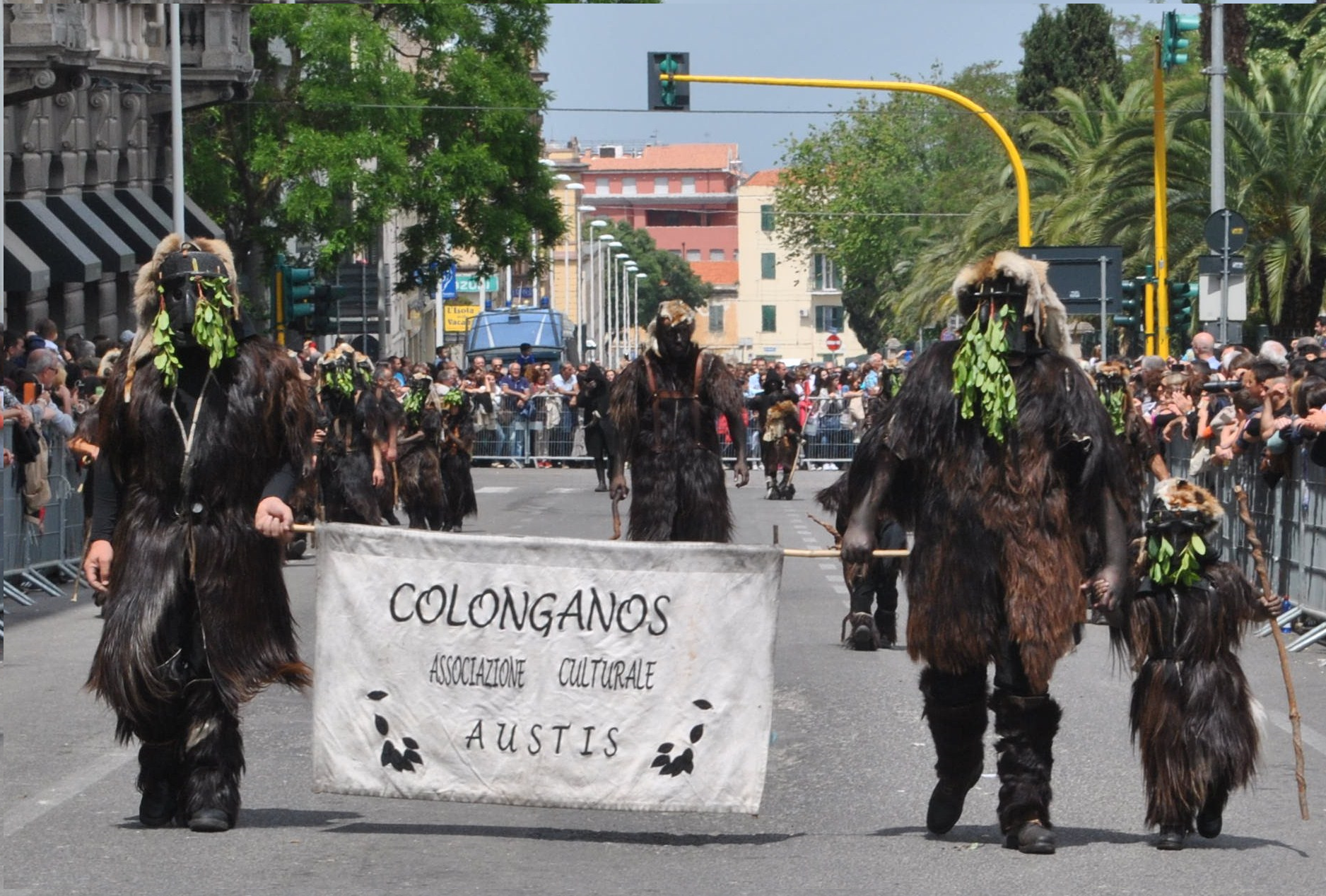
Sos Colonganos

S’Urtzu e Sos Colonganos sono le maschere folkloristiche di Austis, un comune italiano della provincia di Nuoro, in Sardegna.
Pur essendo molto simile ad altre maschere del carnevale barbaricino per quanto riguarda la figura de S'Urtzu, hanno dei dettagli fondamentali che li differenziano di gran lunga rispetto per esempio ai più noti Urthos e Buttudos di Fonni.

## Storia
Fu Bonaventura Licheri, nel 1700 a descrivere con una poesia queste maschere: 
(Bonaventura Licheri)
Non poté non fare una simile descrizione perché era solito recarsi in questi luoghi tra il 16 e il 20 gennaio, ossia tra la festa di sant'Antonio abate e quella di San Sebastiano, periodo nel quale si esibivano tali maschere nel paese. Da buon gesuita non accettava tale manifestazione pagana, ciò nonostante sottolinea che le maschere inscenavano un rito pieno di tristezza e di dolore.

## S'Urtzu

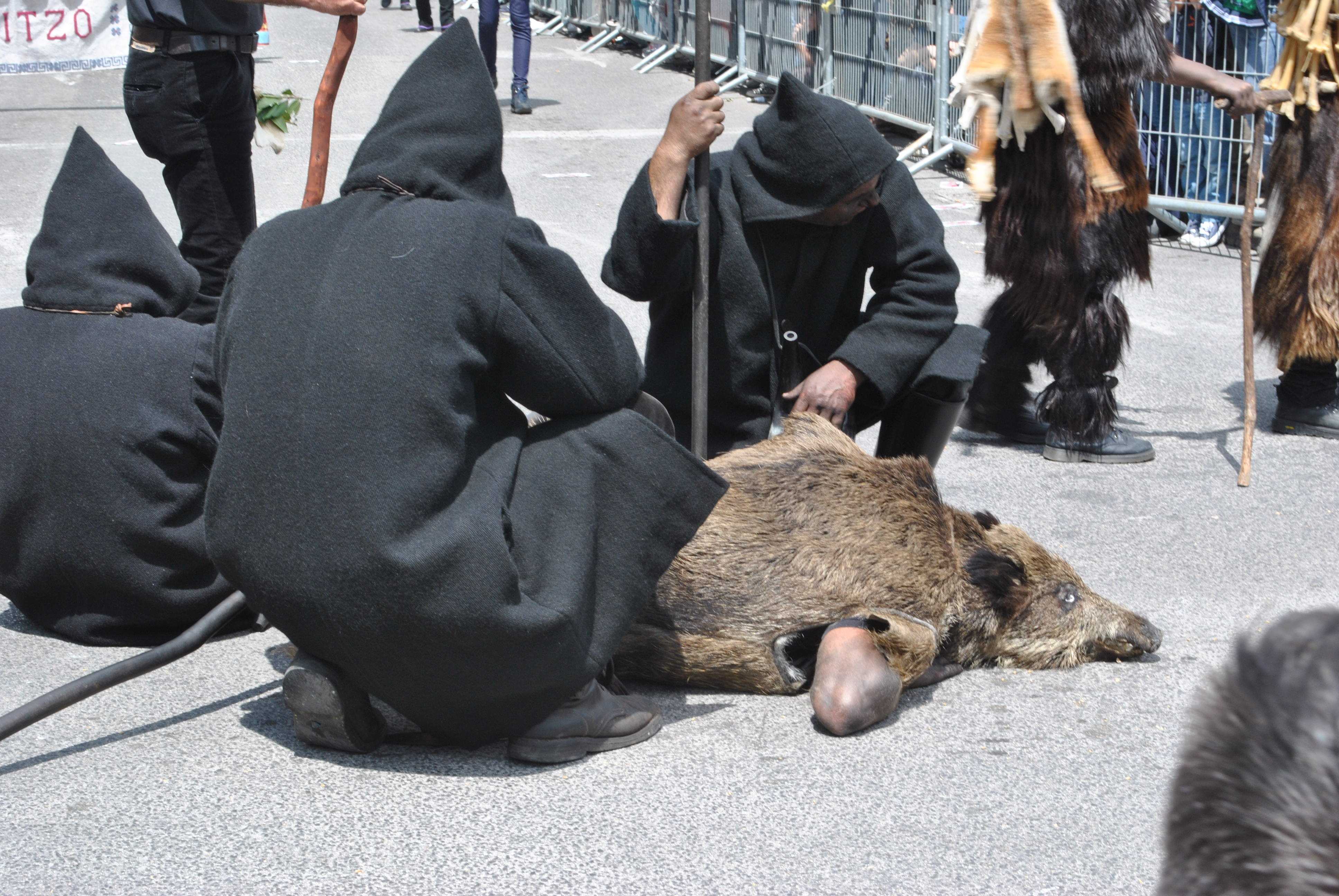
Sos Bandianos poco dopo l'uccisione de S'urtzu

Come in altri carnevali folcloristici sardi, S'Urtzu richiama la figura dell'Orcus Latino sebbene, secondo alcuni studiosi, in base all'etimologia (forse dal protoindeoureopeo*h₂ŕ̥tḱos, la stessa del latino ursus, "orso") e una serie di comparazioni con i folclori continentali, sia da intendersi come una maschera ursina, nonostante l'assenza di orsi nell'isola.
Nel rituale rappresentato nel carnevale è la figura portante dell'evento: è la vittima sacrificale del rito la quale inscena una pantomima fino al tragico finale in cui cadrà a terra, uccisa dalle tremende percosse subite. 
Diversamente da altri urthos sardi, il suo costume è costituito da pelle di cinghiale, un animale selvaggio che cercherà disperatamente di fuggire da i Sos Colonganos, emettendo versi di paura e terrore.

## Sos Colonganos

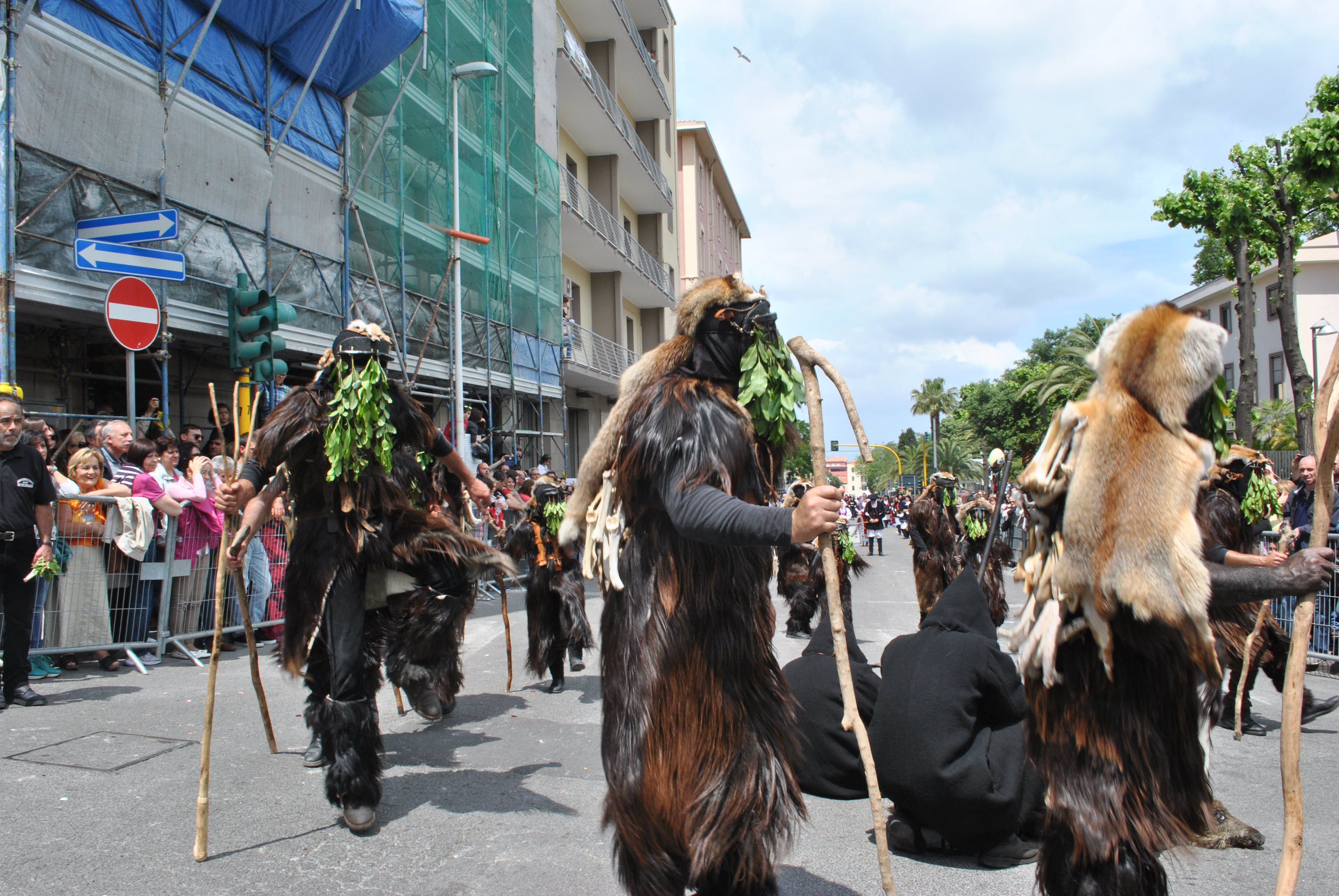
Colonganos danzanti durante la cattura de S'Urtzu

La Maschera de sos Colonganos  prende il nome dalla parola greca Kolos, ossia pecora, la cui pelle verrà indossata da loro come giacca e pantalone, mentre sul capo portano delle pelli di volpe o di martora.
Ma ciò che li contraddistingue è che portano sulle spalle ossa di animali di vario genere, non i tradizionali campanacci, che agitano costantemente emettendo suoni più cupi e singolari. Altra caratteristica è la maschera di sughero (chiamata in sardo sa caratza de ortigu) ricoperta di rami di corbezzolo (o franzas de lidone) che portano sul viso. Utilizzano spesso bastoni e forconi artigianali durante la loro danza. 

### Curiosità sul nome
Il carnevale ad Austis, e nei comuni sardi vicini, viene chiamato Su Coli Coli e coloro che si mascherano con pelli in passato avevano l'appellativo di “is bestios de Coli Coli” ossia le bestie del Carnevale. E questo può dare maggior peso anche alla stessa etimologia di Colonganos.

## Le altre figure del rito: Sos Bardianos
Sos Bardianos, letteralmente significa I guardiani, indossano il classico gabbanu, un cappotto nero in orbace con cappucci che coprono il viso tinto di fuliggine.
Portano con sé due strumenti importanti: bastoni e un corno d’animale (in alcuni casi sostituito da una grossa conchiglia). Il primo strumento verrà utilizzato prevalentemente per colpire ripetutamente s'Urtzu fino ad ucciderlo, il secondo verrà utilizzato come strumento musicale, il cui suono greve annuncia il passaggio del corteo in maschera.

## Il significato
Al di là della tragicità del rito pagano, è doveroso sottolinearne la valenza propiziatoria: Sos Colonganos inscenano una danza per chiamare l'attenzione del Dio della Vegetazione, che nel Neolitico è rappresentato da il Dio Toro.
Le suddette maschere fanno un omaggio utilizzando le frasche di corbezzolo, pianta mediterranea sempreverde.
Le stesse ossa richiamo la morte, quella de S'Urtzu che attende poi di risorgere, con un chiaro riferimento alla fertilità.

## Galleria d'immagini

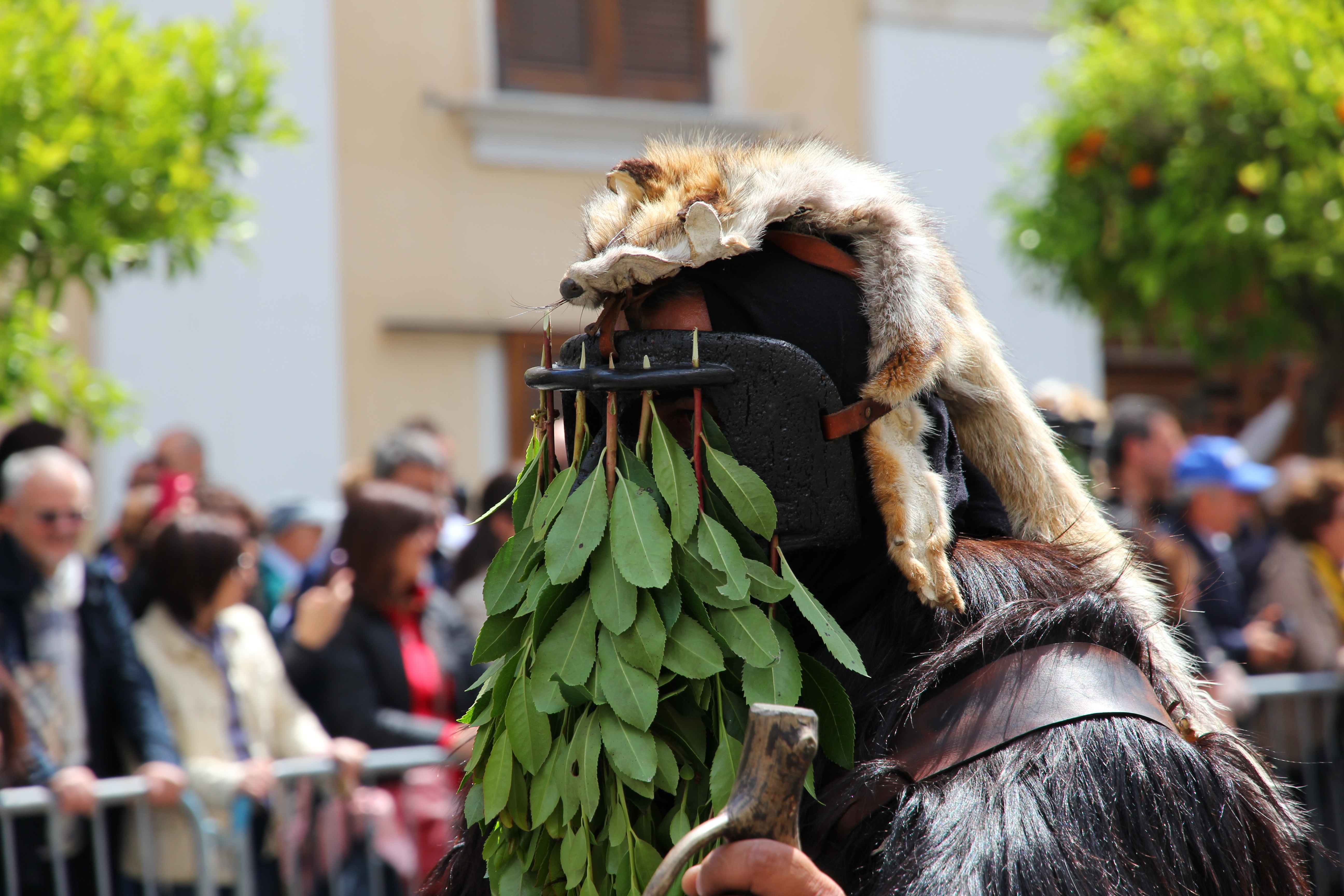
Particolare
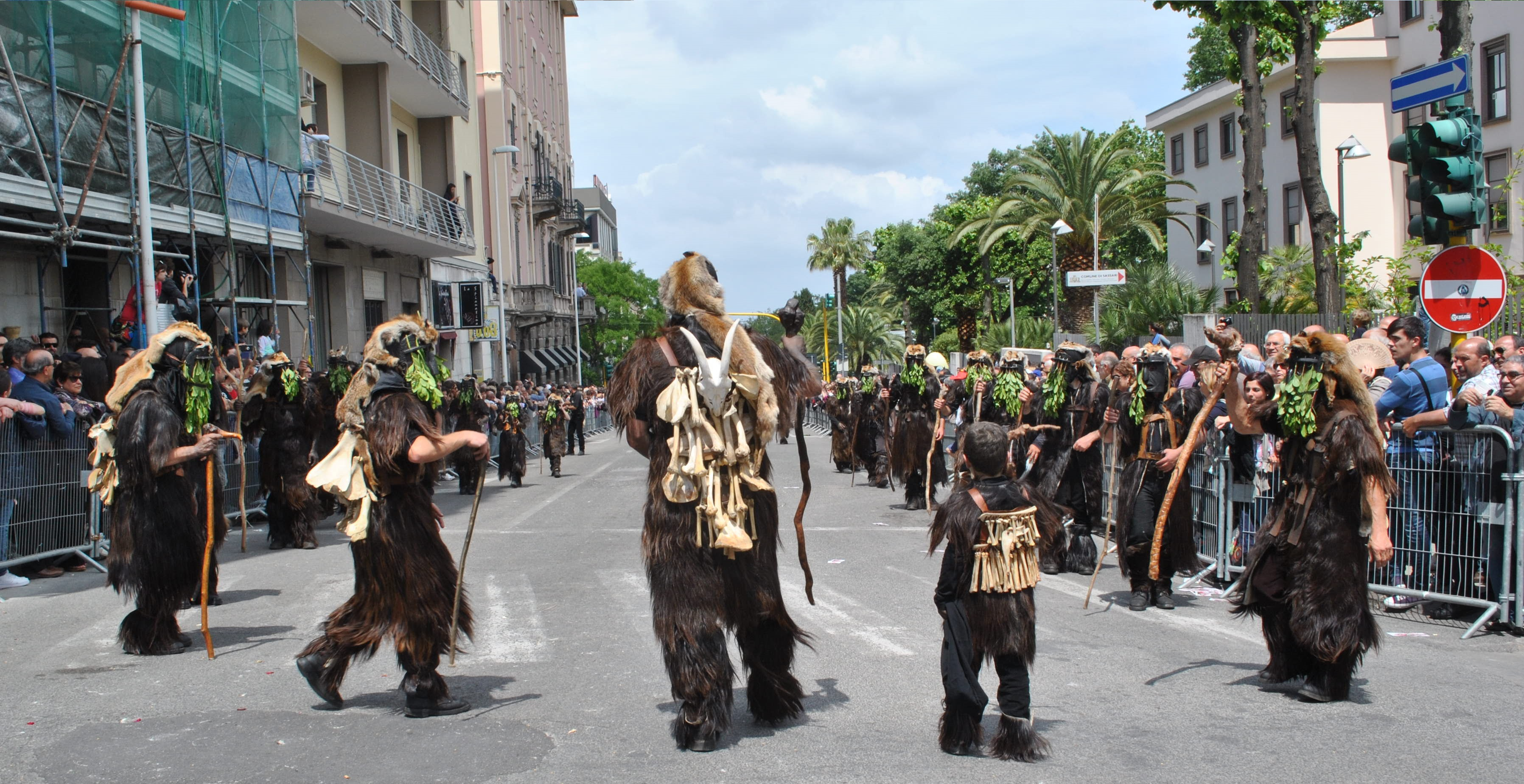
Sos Colonganos durante il rito